# Уанг (тауншип, Миннесота)
Уанг (англ. Wang) — тауншип в округе Ренвилл, Миннесота, США. На 2000 год его население составило 299 человек.

## География
По данным Бюро переписи населения США площадь тауншипа составляет 93,8 км², из которых 93,8 км² занимает суша, водоёмов нет.

## Демография
По данным переписи населения 2000 года здесь находились 299 человек, 104 домохозяйства и 84 семьи.  Плотность населения —  3,2 чел./км².  На территории тауншипа расположено 122 постройки со средней плотностью 1,3 построек на один квадратный километр. Расовый состав населения: 96,66 % белых, 3,34 % — других рас США. Испанцы или латиноамериканцы любой расы составляли 5,02 % от популяции тауншипа.
Из 104 домохозяйств в 39,4 % воспитывались дети до 18 лет, в 78,8 % проживали супружеские пары, в 1,0 % проживали незамужние женщины и в 18,3 % домохозяйств проживали несемейные люди. 12,5 % домохозяйств состояли из одного человека, при том 4,8 % из — одиноких пожилых людей старше 65 лет. Средний размер домохозяйства — 2,88, а семьи — 3,15 человека.
27,8 % населения — младше 18 лет, 5,7 % — в возрасте от 18 до 24 лет, 28,1 % — от 25 до 44, 19,7 % — от 45 до 64, и 18,7 % — старше 65 лет. Средний возраст — 40 лет. На каждые 100 женщин приходилось 115,1 мужчин.  На каждые 100 женщин старше 18 приходилось 118,2 мужчин.
Средний годовой доход домохозяйства составлял 41 023 доллара, а средний годовой доход семьи —  42 500 долларов. Средний доход мужчин —  29 688  долларов, в то время как у женщин — 21 563. Доход на душу населения составил 14 043 доллара. За чертой бедности находились 4,7 % семей и 7,9 % всего населения тауншипа, из которых 5,6 % младше 18 лет.